# Pyronia tisamene
Pyronia tisamene är en fjärilsart som beskrevs av Jean Baptiste Boisduval 1876. Pyronia tisamene ingår i släktet Pyronia och familjen praktfjärilar. Inga underarter finns listade.